# لارا جان مارشال
لارا جان مارشال (بالإنجليزية: Lara Jean Marshall)‏ هي ممثلة أسترالية، ولدت في 30 يوليو 1988 في لندن في المملكة المتحدة.

## وصلات خارجية
- الموقع الرسمي
- لارا جان مارشال على موقع IMDb (الإنجليزية)
- لارا جان مارشال على موقع قاعدة بيانات الفيلم (الإنجليزية)
- لارا جان مارشال على موقع كينوبويسك (الروسية)